# بازارچه قوچان
بازارچه قوچان مربوط به اوایل دوره صفوی - اواخر دوره قاجار است و در قوچان، میدان امام خمینی، ابتدای خیابانهای امام خمینی، امام زمان، مطهری و شهید بهشتی واقع شده و این اثر در تاریخ ۱۴ اسفند ۱۳۸۵ با شمارهٔ ثبت ۱۷۸۷۲ به‌عنوان یکی از آثار ملی ایران به ثبت رسیده است.